# Christian Danielsson

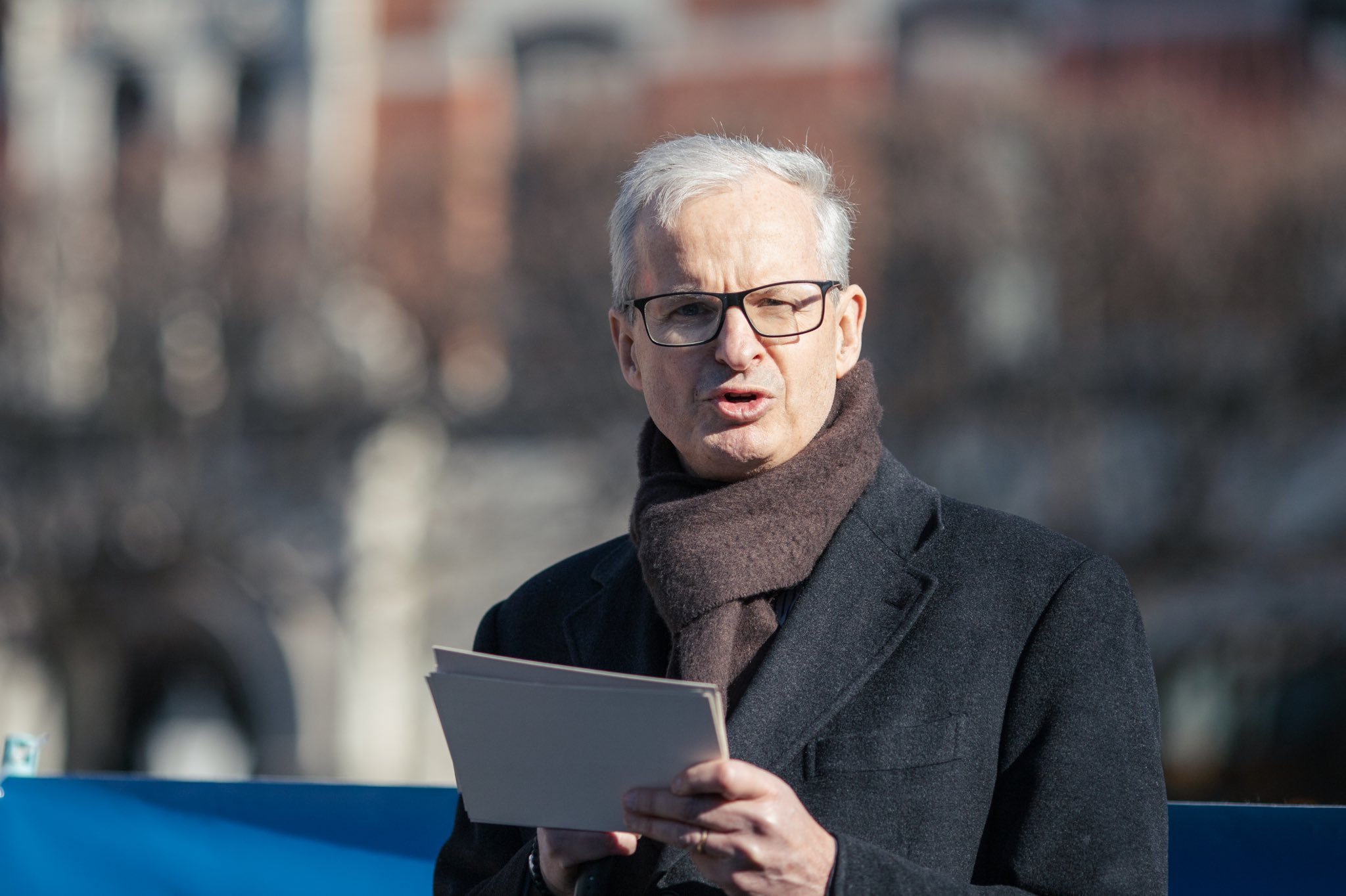
Christian Danielsson, 2022

Christian Danielsson (* 27. September 1956 in Lidingö) ist ein schwedischer EU-Beamter. Er war von 2013 bis 2020 Generaldirektor der Generaldirektion Erweiterung der Europäischen Union.
Danielsson studierte von 1977 bis 1981 Wirtschaftswissenschaften an der Universität Stockholm. Er trat dann in den schwedischen diplomatischen Dienst ein und war an den Vertretungen in Angola (1982 bis 1984), bei der Organisation für wirtschaftliche Zusammenarbeit (1984 bis 1987) und bei der Europäischen Union (1992 bis 1995, 1999 bis 2002 und erneut 2008 bis 2010) tätig.
Im Dienst der EU war er zunächst im Kabinett der EU-Kommissarin Anita Gradin von 1995 bis 1999 beschäftigt, dann von 2002 bis 2005 als Vize-Kabinettschef für Kommissar Günter Verheugen. In der Generaldirektion Erweiterung wurde er 2011 stellvertretender Generaldirektor und übernahm am 1. Oktober 2013 die Leitung der Behörde.